# Voloiac (gmina)
Voloiac – gmina w Rumunii, w okręgu Mehedinți. Obejmuje miejscowości Cotoroaia, Lac, Ruptura, Sperlești, Țițirigi, Valea Bună, Voloiac i Voloicel. W 2011 roku liczyła 1694 mieszkańców.